# Popis hrvatskih veleposlanika u Brazilu
Republika Hrvatska i Savezna Republika Brazil održavaju diplomatske odnose od 23. prosinca 1992. Sjedište veleposlanstva je u Braziliji.

## Veleposlanici
Veleposlanstvo Republike Hrvatske u Saveznoj Republici Brazil osnovano je odlukom predsjednika Republike od 28. listopada 1996.
| Veleposlanik   | Postavljenje        | Opoziv              | Sjedište  |
| -------------- | ------------------- | ------------------- | --------- |
| Luka Meštrović | 28. listopada 1996. | 1. rujna 1998.      | Brazilija |
| Želimir Urban  | 2. rujna 1998.      | 1. studenoga 2002.  | Brazilija |
| Mijo Tolušić   | 22. prosinca 2003.  | 13. listopada 2004. | Brazilija |
| Rade Marelić   | 7. listopada 2005.  | 7. siječnja 2011.   | Brazilija |
| Drago Štambuk  | 14. veljače 2011.   | 31. listopada 2015. | Brazilija |
| Željko Vukosav | 1. studenoga 2015.  |                     | Brazilija |

## Vanjske poveznice
- Brazil na stranici MVEP-a